# Guillotine

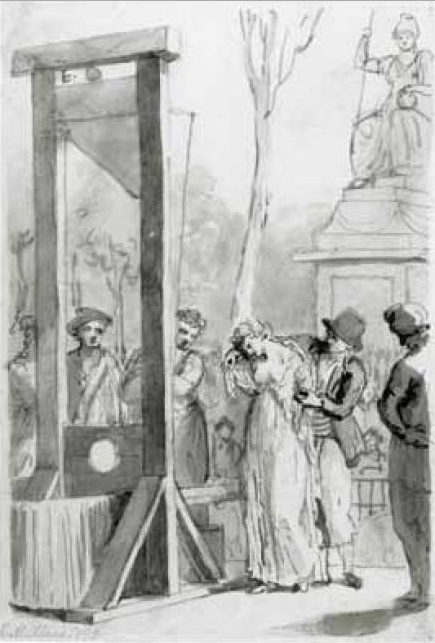
Hinrichtung Olympe de Gouges’ mit der Guillotine, Tuschezeichnung von Lavis de Mettais, 1793

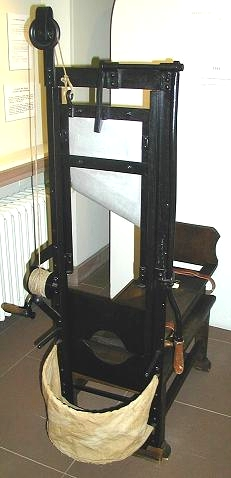
Die badische Guillotine (Nachbau, Städtisches Museum im Schloss Bruchsal)

Die Guillotine [gijo'tiːn(ə)] (historisch auch Fallschwertmaschine oder Köpfmaschine genannt) ist ein nach dem französischen Arzt Joseph-Ignace Guillotin benanntes Fallbeil zur Vollstreckung der Todesstrafe durch Enthauptung.

## Medizinische Aspekte der Tötung
Der Tod tritt bei Verwendung der Guillotine als Folge der Durchtrennung des höchsten Teils des Rückenmarks (Halswirbelsäule) und damit der Unterbrechung der Erregungsausbreitung ein. Während überwiegend davon ausgegangen wird, es trete binnen Zehntelsekunden Bewusstlosigkeit ein – der Enthauptete nehme es also beispielsweise nicht mehr wahr, wenn er dem Publikum präsentiert wird –, waren nach vereinzelten Überlieferungen noch Reaktionen des abgetrennten Hauptes zu erkennen. So sind aus der Zeit der Französischen Revolution Aussagen zum Beispiel über mutmaßliche Sprechversuche abgetrennter Köpfe überliefert. Der deutsche Arzt Johann Wendt und der Franzose Séguret stellten Versuche an, um die Reaktionen der Köpfe zu erforschen. Danach sollten sich beispielsweise noch reflexartig die Augen schließen, wenn eine Hand sich schnell auf das Gesicht zubewegt oder der Kopf hellem Licht ausgesetzt wurde. Nach einem Bericht des französischen Arztes Beaurieux von 1905 habe der Kopf des guillotinierten Henri Languille sogar noch etwa 30 Sekunden auf Zurufe reagiert, was nach modernen neurophysiologischen Erkenntnissen jedoch nicht so gewesen sein kann. Ähnliches wird über Hamida Djandoubi berichtet, die letzte in Frankreich enthauptete Person.
Auch ist strittig, ob der Schnitt schmerzfrei ist, denn durch die großflächige Schnittverletzung, bei der Muskeln, Nerven und Knochen durchtrennt werden, ist theoretisch kurzzeitig ein Schmerzreiz gegeben. Da aber durch die Enthauptung jegliche Informationsübermittlung vom Rumpf unterbunden wird, bleiben nur die nicht durchtrennten Anteile des Plexus cervicalis für eine Informationsübermittlung übrig. Bei allen anderen Nervenbahnen tritt in Bruchteilen von Sekunden ein Informationsmangel im Zentralnervensystem ein, ein kurzzeitig auftretendes Taubheitsgefühl, wie beim neuralgischen Schmerz. Die weiteren Schmerzformen haben andere Abläufe als der zentrale Schmerz oder es fehlt wiederum die nötige Zeit, siehe psychosomatischer Schmerz.

## Geschichte

### Vorläufer

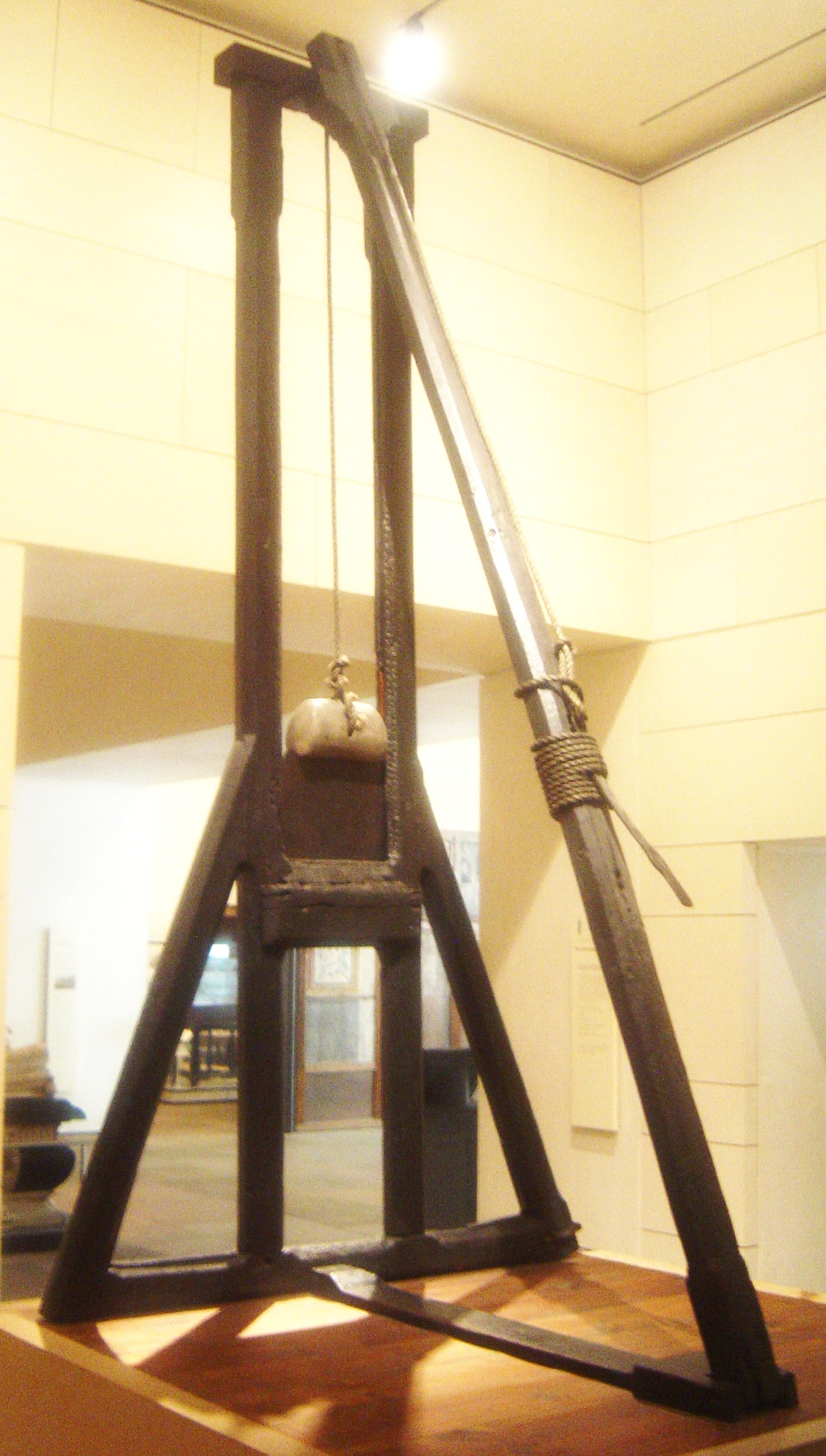
„Scottish Maiden“, schottischer Vorläufer der Guillotine (Museum of Scotland, Edinburgh)

Bereits früher kamen im Strafvollzug vereinzelt Fallbeile zum Einsatz. Die ersten bekannten Exemplare aus Neapel und Holland stammen aus dem 12. und 13. Jahrhundert. Andere Vorläufer sind das Fallbeil von Halifax (engl. „Halifax gibbet“, 1280, auch „Halifax Machine“), die italienische „Mannaia“ (ital. für Hackbeil, 15. Jahrhundert) und die „Scottish Maiden“ (engl. für schottische Jungfrau, 1564–1708). In Deutschland waren Fallbeile unter dem Namen „Dille“, „Diele“, „Hobel“ oder „Welsche Falle“ bekannt.
Bekannte Persönlichkeiten, die vor dem 18. Jahrhundert mit einem Fallbeil hingerichtet wurden, waren Konradin, der letzte Staufer (1268 mittels einer „Welschen Falle“ hingerichtet), Demetrio Giustiniani (1507 in Genua), Beatrice Cenci (durch eine „Mannaia“) und Henri II. de Montmorency (1632 in Toulouse). Auf einem Holzschnitt aus den Martyrien der Apostel, 1512 von Lucas Cranach dem Älteren, wird der heilige Matthias mit einem einfach konstruierten Fallbeil enthauptet. Heinrich Aldegrever skizziert 1553 in einer fiktiven Radierung, wie Titus Manlius Imperiosus Torquatus seinen Sohn mit einer Mannaia, einer Vorläuferin der Guillotine, enthauptet.
Bis zum 18. Jahrhundert geriet das Fallbeil allerdings vollständig außer Gebrauch.

### Anregung durch Joseph-Ignace Guillotin

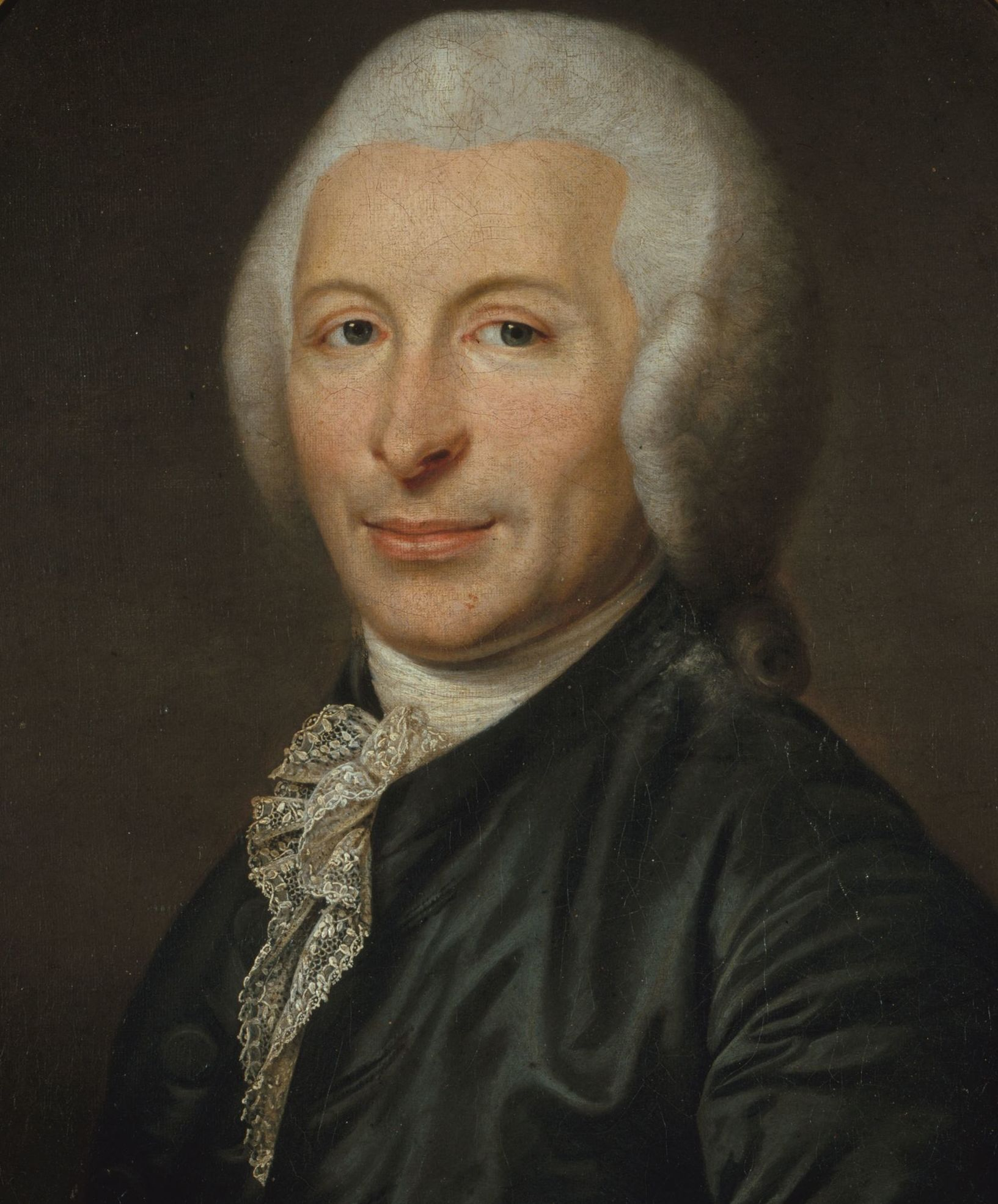
Guillotin, der Namensgeber der Guillotine

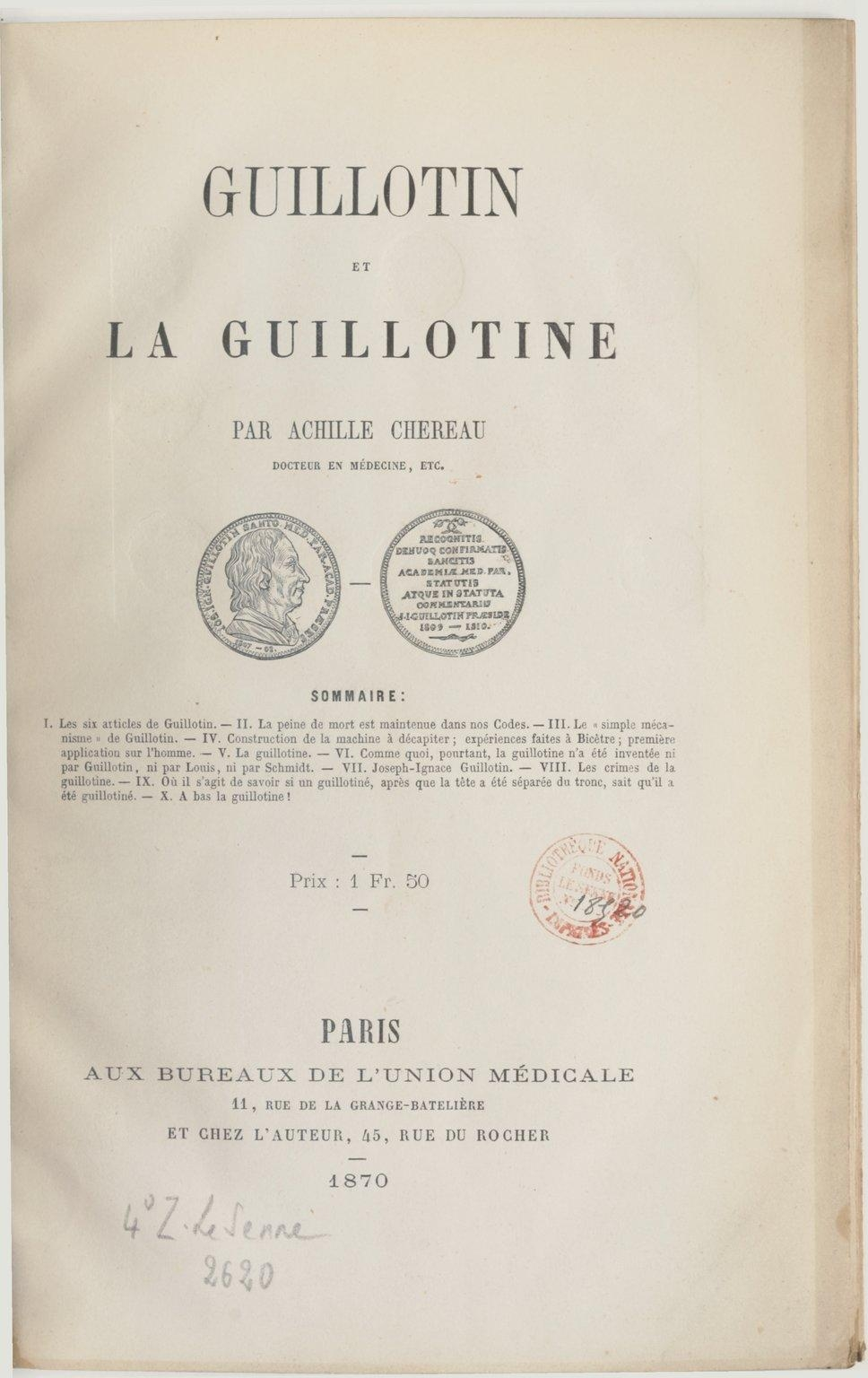
Achille Chéreau: Guillotin et la guillotine. 1870

Guillotin reichte am 10. Oktober 1789 für eine geplante Beratung über ein neues Strafgesetzbuch und des Strafvollzug sechs Artikel ein, unter anderem einen Antrag auf Einführung eines mechanischen Enthauptungsgeräts, um grausame und entehrende Hinrichtungsarten abzuschaffen. Unterstützt wurde er dabei durch den Henker von Paris, Charles Henri Sanson, der die Nachteile der Enthauptung mit dem Schwert plastisch beschrieb. Am 1. Dezember fiel dann bei dieser Beratungssitzung, bei der Guillotin eine längere Rede hielt und neben anderen Anträgen zur Strafvollzugsreform auch den „einfachen Mechanismus“ zur Enthauptung schilderte, erstmals die Bezeichnung „Guillotine“ für dieses Gerät. Die Nationalversammlung beauftragte den königlichen Leibarzt und ständigen Sekretär der Akademie für Chirurgie Antoine Louis, ein Gutachten darüber zu erstellen. Am 17. März 1792 legte Louis einen Entwurf vor, der das Fallbeil von Halifax zum Vorbild hatte. Im Gutachten hieß es: „Eine solche, niemals versagende Maschine wird sich leicht herstellen lassen.“ Am 20. März 1792 wurde dem Antrag stattgegeben. Die Debatte um die später so genannte Guillotine war von einem leidenschaftlichen Streit um die Todesstrafe begleitet. Guillotin, der bei der Herstellung des Gerätes durch Louis und Tobias Schmidt gar nicht beteiligt war, litt unter der Verwendung seines Namens für dieses Instrument, für das man auch „Louisette“ und „Mirabelle“ (von Mirabeau) vorgeschlagen hatte, denn er hatte es weder erfunden noch seiner Anwendung bei Kapitalverbrechern beigewohnt. Er hatte lediglich dessen Einführung und Gebrauch aus humanitären Gründen empfohlen. Seine Nachfahren nahmen einen anderen Namen an.
Die erste „Guillotine“ wurde im Auftrag von Sanson von dem deutschen Klavierbauer Tobias Schmidt aus der Rue Saint-André-des-Arts konstruiert. Schmidt hatte zunächst die halbmondförmige Schneide aus Louis’ Entwurf an Schafen ausprobiert, was einwandfrei funktionierte. Als er dann jedoch die Versuche mit Leichen fortsetzte, wurde der Hals nicht immer vollständig durchtrennt. Erst durch Erhöhung des Gewichts und die Einführung der abgeschrägten Schneide, die der Guillotine ihre charakteristische Form gibt und den Trennvorgang zum Schneidevorgang macht, arbeitete das Gerät einwandfrei. Schon bei den ersten Modellen gab es auch den Tisch oder die Wippe (französisch bascule), ein Brett, auf das der Hinzurichtende bäuchlings festgeschnallt wurde und das dann nach vorn in die Waagerechte geklappt wurde. Somit wurde der Kopf zwischen die Pfosten der Guillotine auf die Halsauflage (untere Lünette) gebracht, die dann mit dem nach unten verschiebbaren Gegenstück verriegelt wurde.
Nach Antoine Louis hieß die Guillotine zunächst Louison oder wie weiter oben erwähnt Louisette. In einem in der Nummer 10 des royalistischen, sich satirisch mit den neuen Gewalthabern auseinandersetzenden Journal des actes des apôtres veröffentlichten Lied taucht der Ausdruck Guillotine (bereits vor dem Bau der ersten Maschine dieses Namens) erstmals auf.  Durch den Sprachgebrauch der Presse setzte sich der Name Guillotine durch. Volkstümliche Spitznamen waren le rasoir national (das nationale Rasiermesser) und la raccourcisseuse (die Kurzmacherin).

### Einführung der Guillotine
Während der Französischen Revolution wurde die Guillotine per Dekret der Nationalversammlung vom 20. März 1792 als einziges Hinrichtungswerkzeug eingeführt. Die Hintergründe sind verschiedener Natur. Zum einen sollte die Maschine die zahlreichen Hinrichtungen rationalisieren. Ferner sollte die Hinrichtung für die Betroffenen schmerzfrei gemacht werden, denn zuvor brauchte ein Henker mit einem von Hand geführten Beil unter Umständen mehrere Schläge. Für den Namensgeber Guillotin waren humanitäre Gründe ausschlaggebend. Er meinte, dass man den Verurteilten die Angst vor dem Sterben nicht nehmen könne, wohl aber die Qualen der Hinrichtung selbst begrenzen. Die Folter und besonders grausame Hinrichtungsmethoden wie das Rädern sollten mit der Guillotine abgeschafft werden. Tatsächlich gibt es jedoch Berichte, nach denen bei den während der Französischen Revolution benutzten Modellen bisweilen erst nach mehreren Durchgängen der Kopf vollständig abgetrennt werden konnte – so auch bei der Hinrichtung Ludwigs XVI., angeblich aufgrund seines dicken Nackens.

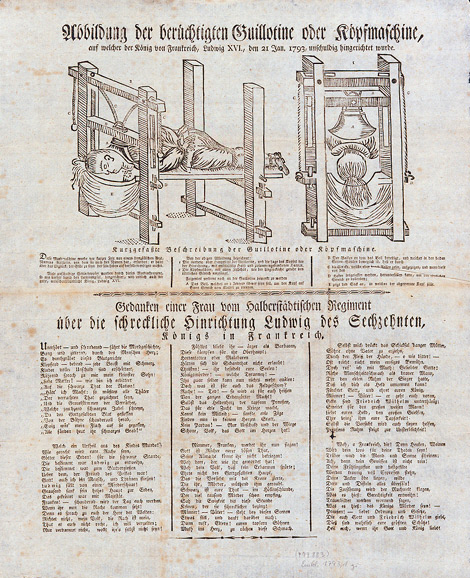
Phantasiedarstellung der Hinrichtung Ludwigs XVI. von Frankreich und die Wirkung der Guillotine auf einem historischen Flugblatt

Zudem sollte aber der Gleichheitsanspruch der Revolution auch bei der Hinrichtung gelten: Vorher war das Enthaupten den Adeligen als „edle“ Todesart vorbehalten, einfache Leute wurden am Galgen gehängt. Mit der Guillotine wurden alle Hinrichtungen vereinheitlicht. Als erster Mensch wurde am 25. April 1792 der Straßenräuber Nicolas Jacques Pelletier mit der neuen Guillotine öffentlich hingerichtet. Um 15:30 Uhr nachmittags wurde das Todesurteil gegen ihn von dem Scharfrichter Charles Henri Sanson auf dem Place de Grève öffentlich vollzogen. Die Chronique de Paris schrieb darüber am folgenden Tag:

„Gestern, um halb vier Uhr nachmittags, wurde zum ersten Mal die Maschine zum Einsatz gebracht, die dazu bestimmt ist, den zum Tod verurteilten Kriminellen den Kopf abzuschneiden. Der Hinzurichtende war ein gewisser Nicolas-Jacques Pelletier, von der Justiz mehrfach verurteilt und zuletzt überführt, eine Privatperson mit mehreren Stockhieben geschlagen und ihr eine Brieftasche gestohlen zu haben, in der sich Assignate im Gegenwert von 800 Livres und weitere Effekten befanden.
Die Neuartigkeit der Bestrafung hatte dazu geführt, dass die Menge derjenigen beträchtlich angeschwollen war, die ein barbarisches Mitleid zu solchen traurigen Schauspielen führt.
Diese Maschine ist den anderen Bestrafungsarten zu Recht vorgezogen worden: Sie befleckt nicht die Hand des Menschen mit einem Mord an Seinesgleichen, und die Geschwindigkeit, mit der sie den Schuldigen trifft, entspricht eher dem Geist des Gesetzes, das oft streng sein kann, aber niemals grausam sein darf.“

### Die Guillotine als Instrument des Terrors
Ab Juni 1793 wurden in Frankreich allein während der rund einjährigen Schreckensherrschaft der Jakobiner fast 17.000 Menschen guillotiniert, davon etwa 2.500 in Paris. Hingerichtet wurden u. a.  König Ludwig XVI., Königin Marie-Antoinette, Antoine Laurent de Lavoisier, Friedrich Freiherr von der Trenck aber auch viele Revolutionäre wie Georges Danton,  Jacques-René Hébert, Jacques Roux und am Ende Maximilien de Robespierre, der Urheber des Terrors selbst. Aufgrund der blutigen Geschehnisse nahmen viele deutsche  Aufklärer, die zuvor die Revolution in Frankreich begrüßt hatten, eine zunehmend kritische Haltung ihr gegenüber ein.
Bis zur Untersagung der Todesstrafe 1981 wurden in Frankreich Todesurteile durch die Guillotine vollstreckt. Bis 1870 geschah dies auf dem so genannten Schafott, einer erhöhten Plattform. Danach wurde die Guillotine weiterhin öffentlich, aber auf normalem Bodenniveau aufgestellt, um den Zurschaustellungscharakter der Hinrichtungen zu mindern. Bei der letzten öffentlichen Hinrichtung in Frankreich wurde am 17. Juni 1939 in Versailles Eugen Weidmann, ein sechsfacher Mörder, gerichtet. Danach wurden die Hinrichtungen in den jeweiligen Gefängnishöfen durchgeführt. Die letzte Hinrichtung durch die Guillotine fand in Frankreich am 10. September 1977 an Hamida Djandoubi statt. 1981 wurde die Todesstrafe in Frankreich durch Staatspräsident François Mitterrand abgeschafft; seit dem 19. Februar 2007 ist sie auch von der Verfassung verboten.

### Weitere Verwendung in Frankreich
Das 1792-Modell
Die ersten Ausführungen der französischen Guillotine bestanden aus den beiden etwa drei Meter hohen Pfosten, die am oberen Ende durch den Querbalken zusammengehalten wurden. Im Querbalken befanden sich zwei Rollen, über die das Seil lief, welches den etwa 40 kg schweren Eisenblock, den sogenannten Mouton (Schaf), mitsamt Messer in Position brachte. Die Pfosten wurden am unteren Ende an die Basis geschraubt und durch stählerne Streben verstärkt. Am vorderen Ende der Bank befand sich ein vertikal gestelltes Brett, welches, sobald der Delinquent bäuchlings darauf festgeschnallt war, horizontal gestellt und nach vorne geschoben wurde. Nun legte man den Hals auf das untere Halsbrett, genannt Lunette (wegen des halbmondförmigen Ausschnittes), und schob das Gegenstück nach unten. Sodann löste der Scharfrichter den Auslösemechanismus aus. Dieses Modell gilt als sehr störanfällig, da keine Stoßdämpfung zum Abbremsen des Moutons vorhanden war. Diese Ausführung ist jene, die bei der ersten Hinrichtung 1792 verwendet wurde, und wird deshalb 1792-Modell genannt.
Das Berger-Modell
1868 legte der Scharfrichterassistent Alphonse Léon Berger der französischen Regierung den Konstruktionsplan für eine neue, verbesserte Guillotine vor. Er wurde beauftragt, diese neue Guillotine umgehend zu bauen. Von da an wurden sämtliche Maschinen durch das Berger-Modell ersetzt. Die wesentlichen Verbesserungen bestanden im Querbalken, der nun den deutlich komplizierteren Auslösemechanismus enthielt. Auf dem Querbalken, der auch Chapiteau genannt wird, befand sich die Seilrolle für den Flaschenzug, um den Mouton mit Messer nach oben zu ziehen. Ausgelöst wurde das Messer jetzt statt mit einer Klemmsperre mit einem Hebel. Um ein Verziehen der Maschine zu verhindern, das durch Schäden vom Aufprall des schweren Schlittens verursacht wurde, wurden nun große Druckfedern angebracht, die eine Stoßdämpfung bewirken. Die Seite der Lunette, auf welcher der Kopf vom Rumpf getrennt wurde, wurde mit Blech beschlagen, um Schäden am Holz durch das Blut zu verhindern. Außerdem wurden der Basis links und rechts des Gestells weitere Holzstreben hinzugefügt.

### Verwendung in der Schweiz

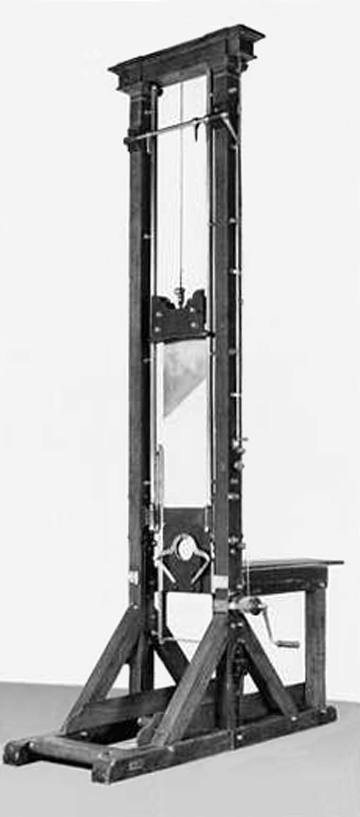
Die Guillotine von Luzern wurde ab 1879 bis zur Abschaffung der Todesstrafe für alle zivilen Hinrichtungen in der Schweiz verwendet.

Im zivilen Strafrecht war seit der frühen Neuzeit die Enthauptung durch das Schwert die übliche Hinrichtungsmethode für zum Tod Verurteilte. 1835 trat die Guillotine dazu, wobei einzelne Kantone den Verurteilten die Wahl zwischen ihr und dem Schwert gewährten. Hans Vollenweider (* 11. Februar 1908 in Zürich; † 18. Oktober 1940 in Sarnen) ist der letzte in der Schweiz nach einem zivilen Strafprozess zum Tod verurteilte und exekutierte Straftäter. Am Morgen des 18. Oktober 1940 wurde Vollenweider in der Werkstatt der Strafanstalt in Sarnen mit der Guillotine hingerichtet.
Im Schweizer Militärstrafrecht war die Erschießung als Hinrichtungsmethode vorgesehen. Auf diese Weise wurden im Zweiten Weltkrieg 30 Personen zum Tod verurteilt, von denen bis Kriegsende 17 hingerichtet wurden. Die militärische Todesstrafe in Kriegszeiten wurde in der Schweiz 1992 abgeschafft.

### Verwendung in den Niederlanden
Im Königreich Holland wurde die Guillotine von den Franzosen eingeführt, die andere Formen der Todesstrafe abschafften. Die erste Hinrichtung mit der Guillotine wurde am 27. Juli 1811 in Utrecht auf dem Paardenveld an Anthony van Bentum aus Amersfoort vollzogen. Am 15. Juni 1812 wurden in Amsterdam die Giftmörderin Hester Rebecca Nepping, ihr Liebhaber Gerrit Verkerk und ihre Magd Adriana van Rijswijk, vor der Waag durch die Guillotine hingerichtet.

### Verwendung in den deutschen Landen

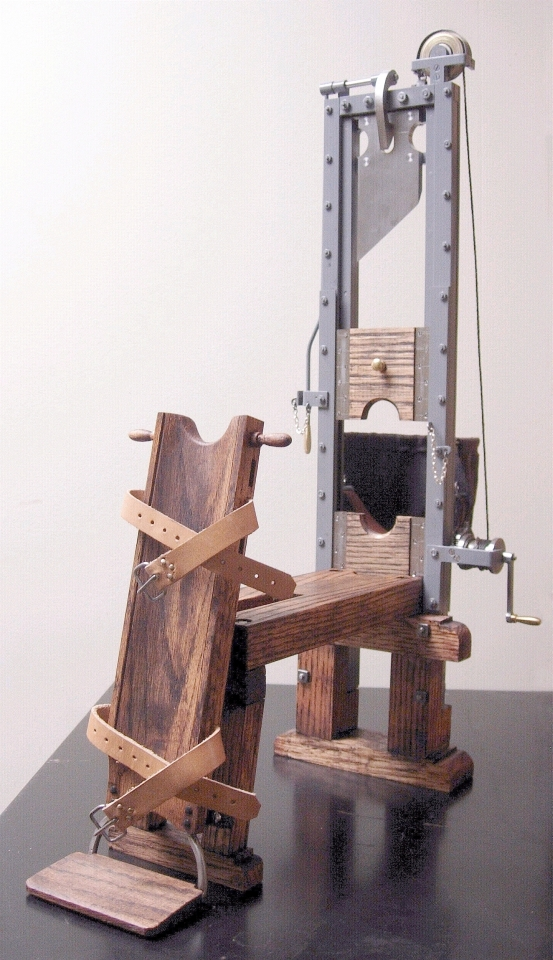
Münchner Fallbeil von 1854
Modell-Nachbau Maßstab 1:6

In den napoleonischen Kriegen kam die Guillotine in die besetzten deutschen Gebiete. Während der Franzosenzeit waren Teile des späteren Deutschlands zunächst besetzt und später annektiert (→ linkes Rheinufer). In dieser Zeit wurden dort zum Tod Verurteilte guillotiniert, zum Beispiel im November 1803 in Mainz der als „Schinderhannes“ bekannte Räuber Johannes Bückler. In der Folgezeit blieb die Guillotine nur in Teilen der deutschen Lande in Gebrauch. Während der Zeit des Nationalsozialismus wurden die meisten zivilen Todesurteile mit der Guillotine vollstreckt. Insgesamt wurden in dieser Zeit etwa 12.000 Menschen mit dem Fallbeil getötet, nahezu 3000 davon im Strafgefängnis Berlin-Plötzensee, seit 1937 die zentrale Hinrichtungsstätte für das weiträumige Einzugsgebiet der Stadt Berlin.

#### Das „Mannhardt-Fallbeil“
Im Deutschen Reich war neben „Guillotine“ und „Fallbeil“ die Bezeichnung „Fallschwertmaschine“ im Gebrauch. Im Lauf des 19. Jahrhunderts wurde dabei eine von der französischen Bauart abweichende Konstruktion üblich. Typisch hierfür ist die 1854 von der Firma J. Mannhardt & Co. München gebaute bayerische Guillotine: Hauptmaterial für die gesamte Maschine ist Eisen statt Holz; das Messer ist hier an einen etwa 200 kg schweren Schlitten geschraubt, dessen Enden in zwei mit Stoff gefüllte Stoßdämpfer fallen. Es durchfällt bis zum Genick eineinhalb Meter. Der Auslösemechanismus besteht aus einer einzelnen Stahlstange, die als Hebel zum Einrasten des Schlittens und zum Lösen der Sperre beweglich ist. Der Schlitten wird, im Gegensatz zum französischen Modell, nicht allein mit einem Seil nach oben gezogen, sondern mithilfe einer Handwinde mit Rücklaufsperre und einem Stahldrahtseil. Zusätzlich zur anmontierten Richtbank hat das Fallbeil ein bewegliches Anschnallbrett. Es wurde erst später durch den Scharfrichter Johann Reichhart entfernt, was, nach dessen Aussage, die Hinrichtung von drei bis vier Minuten auf wenige Sekunden verkürzt.

#### Das „Tegel-Fallbeil“
Ab 1937 wurden auf Hitlers Befehl hin die 20 zentralen Hinrichtungsstätten des Deutschen Reiches mit einer Maschine ausgerüstet, die von der Physikalisch-Technischen Reichsanstalt serienmäßig in den Arbeitsbetrieben des Strafgefängnisses Tegel gefertigt wurde – daher ihr Name. Die größten Änderungen erfuhr das Fallbeil zum Mannhardt-Modell, indem die Gesamthöhe der Maschine von etwa zweieinhalb Metern auf etwas weniger als zwei Meter reduziert wurde. Der Auslösemechanismus wurde von einem einfachen Hebel zu einer Federzugmechanik abgeändert, welche sich im oberen Querbalken befindet. Die Handwinde wurde statt nur mit einer Rücklaufsperre außerdem mit einem Zahnradsystem ausgestattet, das die benötigte Kraft verringert, um den Schlitten mitsamt Messerblatt in Position zu bringen. Weitere Änderungen waren außerdem die flachen, engen Bänke, die zudem auch unbeweglich waren. Neben der Guillotine wurde im Deutschen Reich bis zur Vereinheitlichung 1938 auch mit dem Handbeil hingerichtet.
Im Dritten Reich war man sehr darauf bedacht, nicht die französische Bezeichnung zu verwenden. Zu den bekanntesten Opfern des Fallbeils gehören die Mitglieder der Weißen Rose, darunter Sophie und Hans Scholl.
Johann Reichhart vollzog die meisten Hinrichtungen (etwa 3000) und gilt als „der“ deutsche Scharfrichter. Wilhelm Röttger, von 1942 bis 1945 an den zentralen Hinrichtungsstätten in Berlin-Plötzensee und Brandenburg-Görden, brachte es auf eine ähnliche Zahl.
Nach dem Zweiten Weltkrieg blieb das Fallbeil weiterhin in Gebrauch. Der letzte in West-Berlin mit der Guillotine Hingerichtete war am 11. Mai 1949 der Raubmörder Berthold Wehmeyer. Als letzter in Westdeutschland zum Tod Verurteilter wurde Richard Schuh – ebenfalls wegen Raubmordes – am 18. Februar 1949 in Tübingen guillotiniert.
Von 1950 bis 1960 wurde in der DDR in Dresden und dann bis 1968 in Leipzig mit dem Fallbeil die Todesstrafe vollstreckt. Man sprach weiterhin von „Fallschwertmaschine“.

#### Die badische Guillotine

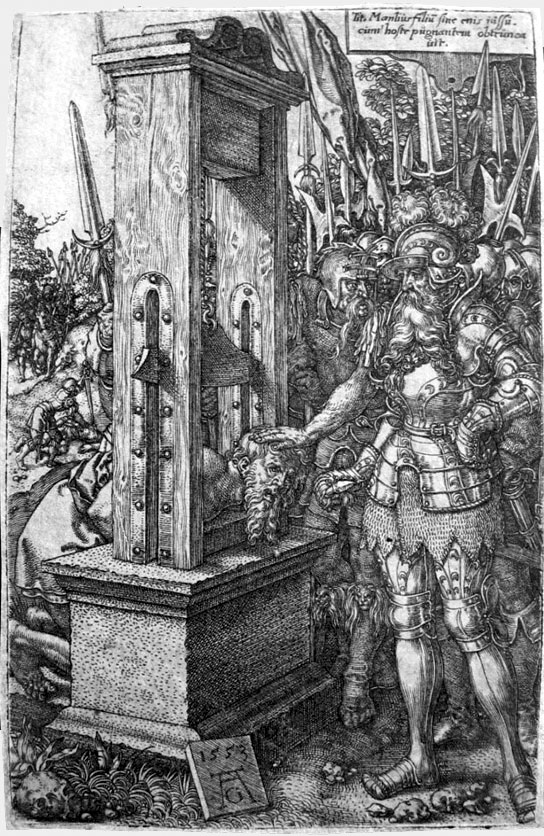
Titus Manlius Imperiosus Torquatus enthauptet seinen Sohn mit einem Vorläufer der Guillotine. Stich von Heinrich Aldegrever, 1553

In Baden wurde zwischen 1848 und 1932 37 Männer und zwei Frauen hingerichtet. Seit 1856 wurde die Vollstreckung mittels der von der Firma Johann Mannhardt in München für 1000 Gulden hergestellten Guillotine durchgeführt. Der Standort der Guillotine war in Bruchsal, wobei die Messer stets getrennt aufbewahrt wurden. Zum Transport der Guillotine (mit der Eisenbahn) an Hinrichtungsorte in Baden wurde die Guillotine zerlegt und in Kisten verpackt. Die badische Guillotine gelangte, da seit 1937 die badischen Hinrichtungen in Stuttgart – also in Württemberg – vollzogen wurden, im Februar 1937 nach Berlin zur Strafanstalt Berlin-Plötzensee. Aus Baden kam auch die erste Guillotine als Leihgabe, die in Bayern verwendet wurde. Im Mai 1854 brauchte der Scharfrichter Lorenz Schellerer sieben Versuche, um einen Mörder mit dem Richtschwert zu enthaupten. Die Zuschauer lynchten ihn deswegen beinahe. Daher ordnete König Maximilian II. die Einführung der Guillotine an. Am 19. August 1854 wurden in München eine Frau und zwei Männer erstmals in Bayern mit einer Guillotine hingerichtet.

### Verwendung in Österreich
In der Geschichte der Habsburger Monarchie und des späteren Deutschösterreichs wurde traditionellerweise keine Guillotine verwendet; als Hinrichtungsinstrument diente der Würgegalgen. Nach dem Anschluss an das Deutsche Reich 1938 wurde eine für den Transport als „Maschinenteile des Gerätes F“ getarnte Guillotine vom Berliner Gefängnis Plötzensee an das Wiener Landesgericht gesandt und dort verwendet. Diese Guillotine ist heute im Wiener Kriminalmuseum als Exponat zu sehen. Im Landesgericht in Graz wurden ab Ende 1942 von der NS-Justiz zum Tod Verurteilte mit einem Fallbeil exekutiert.

## Kultur
- Das Revolutionslied La guillotine permanente besingt die Guillotine.
- Der Song Under the Guillotine der deutschen Thrash-Metal-Band Kreator beschreibt das Hinführen zum Fallbeil.
- Im Roman Der letzte Tag eines Verurteilten beschreibt Victor Hugo das Leben eines Verurteilten kurz vor seiner Hinrichtung auf der Guillotine.
- Der Film Endstation Schafott endet mit einer Guillotinehinrichtung.
- 2024 veröffentlichte die Metal-Band Saxon den Song Madame Guillotine, der sich auf dem Album Hell, Fire And Damnation befindet und zu dem es ein offizielles Musikvideo gibt.[21]